# تیگران خوداوردیان
تیگران خوداوردیان (ارمنی: Տիգրան Հովհաննեսի Խուդավերդյան؛ روسی: Тигран Оганесович Худавердян؛ زادهٔ ۲۸ دسامبر ۱۹۸۱) کارآفرین اهل ارمنستان است که معاون رئیس اجرایی یاندکس می‌باشد.

## زندگی‌نامه
وی در ۲۸ دسامبر ۱۹۸۱ در ایروان به دنیا آمد و از دانشگاه دولتی مسکو فارغ‌التحصیل گشت. 